# Отказанный ферзевый гамбит
Отка́занный фе́рзевый гамби́т — разновидность ферзевого гамбита, в которой чёрные не принимают жертву пешки с4. Эта защита в начале XX века была одной из популярнейших, ввиду господствующего тогда убеждения, что единственным путём к достижению равной позиции чёрными является борьба за центр с помощью пешек.

## Основные варианты

### 2. …e7-е6
Классическое продолжение (см. диаграмму), ведущее к варианту с множеством разветвлений.
- 3. Kg1-f3 Кg8-f6 4. Сc1-g5 Сf8-b4+ — венский вариант.
- 3. Kb1-c3
  - 3. …a7-a6 — вариант Яновского.
  - 3. …c7-с5 — см. защита Тарраша.
  - 3. …Cf8-e7 — вариант Харузека (Петросяна).
  - 3. …Kg8-f6
    - 4. Сc1-f4 — атака Гарвица.
    - 4. c4:d5 e6:d5 — разменная система.
    - 4. Kg1-f3
      - 4. …Сf8-b4 — см. защита Рагозина.
      - 4. …c7-c5 — улучшенная защита Тарраша.

    - 4. Сc1-g5
      - 4. …c7-c5 5. c4:d5
        - 5. …c5:d4 — см. голландский гамбит.
        - 5. …Фd8-b6 — см. перуанский гамбит.

      - 4. …Кb8-d7 5. e2-e3
        - 5. …Сf8-b4 — см. вестфальский вариант.
        - 5. …c7-c6 6. Кg1-f3 Фd8-a5 — см. кембридж-спрингский вариант.

      - 4. …Сf8-e7 5. e2-e3 0—0 6. Кg1-f3
        - 6. …Кb8-d7 — см. ортодоксальная защита.
        - 6. …h7-h6 7. Сg5-h4
          - 7. …Кf6-e4 — см. защита Ласкера.
          - 7. …b7-b6 — система Тартаковера — Макогонова — Бондаревского.

### 2. …c7-c6
Другое популярное продолжение, включающее в себя ряд систем, в разработку которых существенный вклад внесли русские, советские и чешские шахматисты, что предопределило название дебюта — славянская защита.

### Другие продолжения
По статистике, данные варианты являются менее распространёнными. Выбирая данные продолжения, чёрные развивают фигуры либо контратакуют центр пешками.
- 2. …Кg8-f6 — см. защита Маршалла.
- 2. …Кb8-с6 — см. защита Чигорина.
- 2. …Cc8-f5 — см. вариант Грау.
- 2. …c7-с5 — см. симметричная система.
- 2. …e7-е5 — см. контргамбит Альбина.